# Cryptocarya williwilliana
Cryptocarya williwilliana es un árbol pequeño o arbusto del bosque templado húmedo y es comúnmente conocido como el laurel de hojas chicas (Small Leaved Laurel). Está confinado a las partes secas del bosque lluvioso en cuestas o en la base de los riscos de piedra caliza. Crece en áreas remotas a una altitud entre 250 y 800 metros en el valle del Río Macleay cerca de Kempsey, Nueva Gales del Sur, Australia, 
El laurel de hojas chicas es una especie considerada rara. Esta planta ha sido descrita y estudiada por Bernie Hyland y Alex Floyd.
Las hojas son venosas, ovadas y atractivas, entre 1.5 y 4 cm de diámetro. Flores ligeramente aromáticas se forman entre octubre y enero. El fruto es una drupa negra que se forma a finales del verano y principios del otoño. La germinación de la semilla fresca es lenta pero confiable.